# André Poggenburg
André Poggenburg, född 12 mars 1975 i Weißenfels i dåvarande Östtyskland, är en tysk politiker (AfD).
Sedan 2014 är han förbundslandsordförande för AfD-Sachsen Anhalt. Sedan 2016 är Poggenburg ledamot av Sachsen-Anhalts Lantdag där han fram till 2018 var gruppledare för AfD-gruppen och därmed var oppositionsledare mot regeringen Haseloff. Efter två varningar från partiets förbundsledning och efter att hans grupp hade dragit tillbaka sitt förtroende för honom tillkännagav han den 8 mars 2018 att han kommer lämna båda positionerna vid slutet av månaden. Den 27 mars 2018 tog Oliver Kirchner över som gruppledare.
Tillsammans med AfD Thüringens ordförande Björn Höcke författade han 2015 en programförklaring för AfD:s völkisch-falang, "Erfurter Resolution".